# 부호함수

실수 부호 함수의 그래프

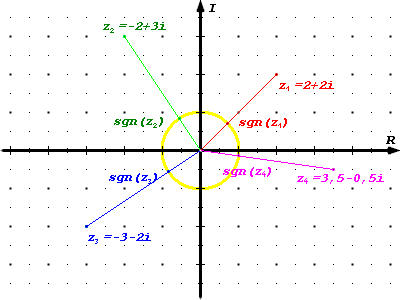
복소수 부호 함수는 0이 아닌 복소수를 단위원에 사영시킨다.

수학에서 부호 함수(영어: sign(um) function)는 수의 부호를 판별하는 함수이다. 기호는 {\displaystyle \operatorname {sgn} }.

## 정의

실수 부호 함수는 다음과 같이 정의된다.
{\displaystyle \operatorname {sgn} x=\lim _{n\to \infty }{\frac {1-2^{-nx}}{1+2^{-nx}}}=2H(x)-1=1_{(0,\infty )}-1_{(-\infty ,0)}={\begin{cases}1&x>0\\0&x=0\\-1&x<0\end{cases}}\qquad (x\in \mathbb {R} )}
여기서 {\displaystyle H}는 단위 계단 함수, {\displaystyle 1_{(-)}}는 지시 함수이다. 즉, 실수 부호 함수는 양수는 1, 0은 0, 음수는 -1을 값으로 한다.
보다 일반적으로, 복소수 부호 함수는 다음과 같이 정의된다.
{\displaystyle \operatorname {sgn} z={\begin{cases}z/|z|=e^{i\operatorname {arg} z}&z\neq 0\\0&z=0\end{cases}}\qquad (z\in \mathbb {C} )}
여기서 {\displaystyle |\cdot |}는 절댓값, {\displaystyle \operatorname {arg} }는 편각이다. 즉, 복소수의 부호 함숫값은 0의 경우 0, 0이 아닌 경우 복소평면의 단위원에 대한 사영이다.

## 성질

### 항등식
모든 복소수 {\displaystyle z}는 부호 함수와 절댓값의 곱으로 나타낼 수 있다.
{\displaystyle z=|z|\operatorname {sgn} z}
0이 아닌 실수 {\displaystyle z\neq 0}의 경우 이로부터 다음과 같은 항등식들을 얻을 수 있다.
{\displaystyle \operatorname {sgn} z=z/|z|=|z|/z\qquad (z\neq 0)}
{\displaystyle |z|=z\operatorname {sgn} z\qquad (z\neq 0)}
복소수 부호 함수는 곱셈 및 나눗셈 및 덧셈 역원 및 켤레 복소수를 보존한다. 즉, 복소수 {\displaystyle z,w}에 대하여, 다음과 같은 항등식이 성립한다.
{\displaystyle \operatorname {sgn}(zw)=\operatorname {sgn} z\operatorname {sgn} w}
{\displaystyle \operatorname {sgn}(z/w)=\operatorname {sgn} z/\operatorname {sgn} w}
{\displaystyle \operatorname {sgn}(-z)=-\operatorname {sgn} z}
{\displaystyle {\overline {\operatorname {sgn} z}}=\operatorname {sgn} {\bar {z}}}
복소수 부호 함수와 절댓값의 합성은 다음과 같다.
{\displaystyle \operatorname {sgn} |z|=|\operatorname {sgn} z|=1_{\mathbb {R} \setminus \{0\}}}
복소수 부호 함수는 멱등 함수이다. 즉, 복소수 {\displaystyle z}에 대하여, 다음과 같은 항등식이 성립한다.
{\displaystyle \operatorname {sgn} z=\operatorname {sgn} \operatorname {sgn} z=\operatorname {sgn} \operatorname {sgn} \operatorname {sgn} z=\cdots }

### 미분
실수 부호 함수는 0을 제외한 모든 점에서 미분 가능 함수이며, 그 도함수는 0이다. 0은 이 함수의 불연속점이다. 분포로서의 도함수는 어디서나 정의되며, 디랙 델타 함수의 2배이다.
{\displaystyle {\frac {d}{dx}}\operatorname {sgn} x=2\delta (x)}

### 적분
실수 부호 함수의 정적분은 다음과 같다.
{\displaystyle \int _{0}^{x}\operatorname {sgn} xdx=|x|}

### 푸리에 변환
실수 부호 함수의 푸리에 변환은 다음과 같다. (변환 결과는 코시 주요값을 통한 분포 (해석학)로 이해한다.)
{\displaystyle \int _{-\infty }^{\infty }\operatorname {sgn} x\,e^{-2\pi i\xi x}dx={\frac {1}{\pi i}}{\frac {1}{\xi }}}
{\displaystyle \int _{-\infty }^{\infty }\operatorname {sgn} x\,e^{-i\omega x}dx=-{\frac {2i}{\omega }}}

## 같이 보기
- 절댓값
- 단위 계단 함수
- 음수
- 구형함수
- 시그모이드 함수
- 계단 함수
- 극분해